# Betty Carter
Betty Carter, nata Lillie Mae Jones (Flint, 16 maggio 1929 – New York, 26 settembre 1998), è stata una cantante statunitense di musica jazz, famosa per la sua tecnica di improvvisazione e per il peculiare stile vocale.

## Biografia
Betty Carter, il cui vero nome era Lillie Mae Jones, è nata in Michigan ed è cresciuta a Detroit, dove il padre era direttore di coro in una chiesa. Ha studiato pianoforte al Conservatorio di Detroit, vincendo anche un concorso per giovani talenti, in seguito al quale ha iniziato ad esibirsi regolarmente nel circuito dei club locali, cantando e suonando il pianoforte. All'età di 16 anni ha cantato con Charlie Parker ed ha poi suonato con Dizzy Gillespie e Miles Davis.
Betty Carter ha progressivamente affinato la sua abilità di canto scat, suonando con Lionel Hampton alla fine degli anni '40.
Negli anni '50 Betty Carter ha effettuato registrazioni con King Pleasure e con il trio di Ray Bryant. Il suo primo album solista, Out There with Betty Carter, è uscito nel 1958.
La carriera di Betty Carter ha avuto un calo negli anni '60 e '70, malgrado una serie di duetti con Ray Charles che nel 1961 le arrecarono un certo successo. Nel 1963 è stata in tour in Giappone con Sonny Rollins.
Negli ultimi anni della sua vita, Betty Carter cominciò finalmente a ricevere ampio riconoscimento; nel 1987 firmò un contratto con la Verve Records, che ha ristampato la maggior parte degli album della sua etichetta Bet-Car in formato CD e li ha resi disponibili ad un pubblico più ampio. Nel 1988 ha vinto un Grammy Award per il suo album Look What I Got! e ha cantato in un'edizione del The Cosby Show. Nel 1994 si è esibita alla Casa Bianca ed ha preso parte alla celebrazione del 50º anniversario della Verve alla Carnegie Hall. Nel 1997 le è stato assegnato un riconoscimento (National Medal of Arts) dall'allora presidente degli Stati Uniti Bill Clinton.
Come Art Blakey e Charles Mingus, Betty Carter ha spesso reclutato giovani artisti come membri dei suoi gruppi di accompagnamento, dichiarando spesso di aver imparato molto da questi giovani collaboratori.
Nel 1993 Betty Carter ha contribuito a lanciare il programma Jazz Ahead per giovani musicisti al Kennedy Center for the Performig Arts di Washington. Si è inoltre dedicata con impegno negli ultimi decenni di vita all'insegnamento della musica.
Betty Carter è rimasta attiva come cantante jazz fino alla sua morte, causata da un tumore al pancreas nel 1998, all'età di 69 anni.

## Discografia
- 1955 - Meet Betty Carter and Ray Bryant (con Ray Bryant)
- 1956 - Social Call
- 1958 - Out There
- 1960 - The Modern Sound of Betty Carter
- 1961 - Ray Charles and Betty Carter (con Ray Charles)
- 1963 - 'Round Midnight
- 1964 - Inside Betty Carter
- 1970 - At the Village Vanguard (live)
- 1975 - Finally, Betty Carter (live)
- 1975 - Round Midnight (live)
- 1976 - Now It's My Turn
- 1976 - What a Little Moonlight Can Do
- 1976 - The Betty Carter Album
- 1979 - The Audience with Betty Carter
- 1982 - Whatever Happened to Love?
- 1987 - The Carmen McRae - Betty Carter Duets (live, con Carmen McRae)
- 1988 - Look What I Got!
- 1990 - Droppin' Things (live)
- 1990 - Compact Jazz (raccolta)
- 1992 - It's Not About the Melody
- 1992 - I Can't Help It
- 1993 - Feed the Fire (live)
- 1996 - I'm Yours, You're Mine
- 1999 - Priceless Jazz
- 2003 - Betty Carter's Finest Hour